# Lavastria
Lavastrie és un municipi francès situat al departament de Cantal i a la regió d'Alvèrnia-Roine-Alps. L'any 2007 tenia 225 habitants.

## Demografia

### Població
El 2007 la població de fet de Lavastrie era de 225 persones. Hi havia 92 famílies de les quals 28 eren unipersonals (8 homes vivint sols i 20 dones vivint soles), 20 parelles sense fills, 36 parelles amb fills i 8 famílies monoparentals amb fills.
La població ha evolucionat segons el següent gràfic:
Habitants censats

### Habitatges
El 2007 hi havia 179 habitatges, 97 eren l'habitatge principal de la família, 60 eren segones residències i 22 estaven desocupats. 172 eren cases i 6 eren apartaments. Dels 97 habitatges principals, 71 estaven ocupats pels seus propietaris, 23 estaven llogats i ocupats pels llogaters i 3 estaven cedits a títol gratuït; 5 tenien dues cambres, 24 en tenien tres, 26 en tenien quatre i 42 en tenien cinc o més. 59 habitatges disposaven pel capbaix d'una plaça de pàrquing. A 47 habitatges hi havia un automòbil i a 42 n'hi havia dos o més.

### Piràmide de població
La piràmide de població per edats i sexe el 2009 era:
| Homes | Edats   | Dones |
| ----- | ------- | ----- |
| 0     | 95 o +  | 0     |
| 0     | 90 a 94 | 0     |
| 4     | 85 a 89 | 8     |
| 0     | 80 a 84 | 8     |
| 4     | 75 a 79 | 8     |
| 12    | 70 a 74 | 0     |
| 12    | 65 a 69 | 4     |
| 8     | 60 a 64 | 4     |
| 0     | 55 a 59 | 4     |
| 8     | 50 a 54 | 12    |
| 8     | 45 a 49 | 0     |
| 8     | 40 a 44 | 8     |
| 16    | 35 a 39 | 8     |
| 8     | 30 a 34 | 8     |
| 4     | 25 a 29 | 12    |
| 4     | 20 a 24 | 4     |
| 8     | 15 a 19 | 4     |
| 4     | 10 a 14 | 4     |
| 12    | 5 a 9   | 0     |
| 8     | 0 a 4   | 8     |

## Economia

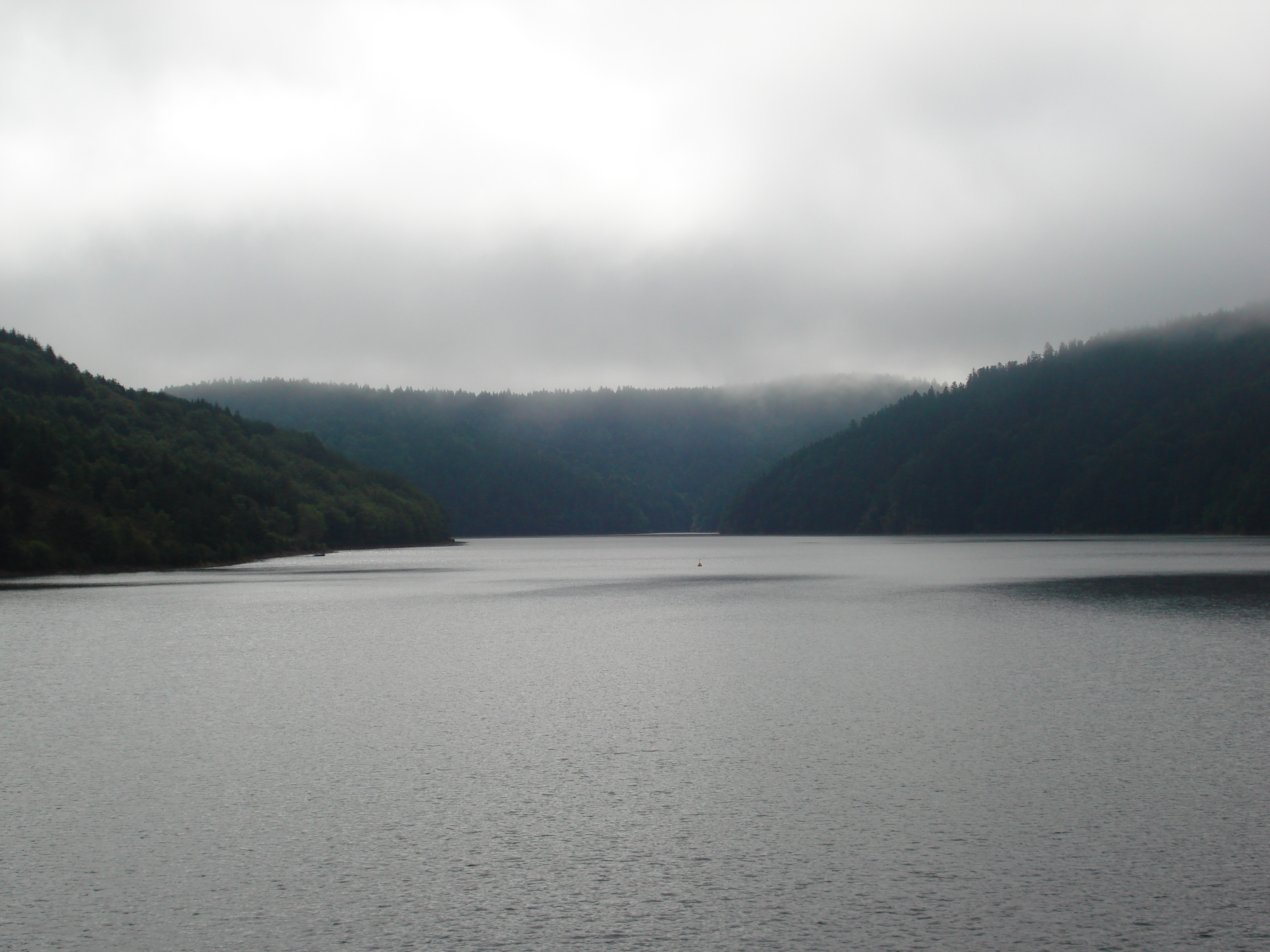
Pantà de Grandval

El 2007 la població en edat de treballar era de 136 persones, 108 eren actives i 28 eren inactives. De les 108 persones actives 96 estaven ocupades (55 homes i 41 dones) i 12 estaven aturades (3 homes i 9 dones). De les 28 persones inactives 14 estaven jubilades, 5 estaven estudiant i 9 estaven classificades com a «altres inactius».

### Ingressos
El 2009 a Lavastrie hi havia 95 unitats fiscals que integraven 219,5 persones, la mediana anual d'ingressos fiscals per persona era de 13.518 €.

### Activitats econòmiques
Dels 14 establiments que hi havia el 2007, 4 eren d'empreses extractives, 3 d'empreses de construcció, 2 d'empreses de comerç i reparació d'automòbils, 2 d'empreses de transport, 2 d'empreses d'hostatgeria i restauració i 1 d'una entitat de l'administració pública.
Dels 3 establiments de servei als particulars que hi havia el 2009, 1 era un paleta, 1 fusteria i 1 lampisteria.
L'any 2000 a Lavastrie hi havia 20 explotacions agrícoles que ocupaven un total de 1.241 hectàrees.

## Poblacions més properes
El següent diagrama mostra les poblacions més properes.